# Crompouce
Een crompouce (ook: crompoes) is een kruising tussen een croissant en een tompouce, die geregistreerd is als merknaam. De crompouce werd in 2023 een hit op socialemediaplatforms. In plaats van bladerdeeg wordt croissantdeeg gebruikt. De croissant wordt opengesneden en gevuld met banketbakkersroom, en voorzien van een laagje roze glazuur. Het nadeel van croissantdeeg is echter dat het deeg zachter is, waardoor de room eerder doorlekt.

## Geschiedenis
De lekkernij in de huidige vorm en onder de naam crompouce werd in 2020 samengesteld door Bammetje Bakery uit Utrecht. Nadat de crompouce van Bakker van Maanen uit Katwijk in 2023 een rage was geworden op het socialemediaplatform TikTok, begonnen bakkers in heel Nederland het product te verkopen.
De hype rond de crompouce werd opgevolgd door die van de sûkerpoes uit Friesland: twee plakken suikerbrood, met room ertussen en de bovenste plak brood gedipt in roze chocolade.

## Vergelijkbare producten
In de provincie Zeeland wordt al sinds omstreeks 1993 een zogeheten roze flap gebakken. De crompouce vertoont sterke gelijkenissen met deze lekkernij. Een roze flap wordt echter gemaakt van bladerdeeg in plaats van croissantdeeg en heeft een iets andere vorm, namelijk driehoekig.
Bij Bakkerij de Leeuw in Zegveld werden rond 2003 een tijdje croissants verkocht die met room gevuld waren. Ook hiermee vertoont de crompouce sterke gelijkenissen, alleen maakte de bakkerij geen gebruik van roze glazuur.

## Ontvangst
De crompouce werd door het tijdschrift Kek Mama uitgeroepen tot de lekkernij van het jaar 2023.
Op 15 november 2023 uitte de oorspronkelijke maakster kritiek op andere producenten, zoals supermarkten, die volgens haar de crompouce hadden nageaapt. Zij ondernam hiervoor juridische stappen. Na deze juridische stappen tegen bedrijven als Albert Heijn, een van de supermarkten die crompoucen verkochten, werd de naam crompouce door sommige winkels veranderd in 'tompoucecroissant' of 'Tompouce Croissant'. De maakster heeft geen octrooi op het product, maar wel op de merknaam crompouce. Volgens de Rijksdienst voor Ondernemend Nederland is een octrooi ook niet mogelijk, omdat het geen technische vernieuwing betreft.